# Jochen Sachse (Maler)
Jochen Sachse (* 8. April 1930 in Bautzen; † 3. Januar 2013 in Reinbek) war ein deutscher Marinemaler. Er schuf mehr als 400 Werke.

## Leben
Nach dem Abitur 1948 in Bautzen lernte er Kraftfahrzeugmotorenschlosser. Auf der MS Tanger der OPDR Reederei unternahm er 1952 seine erste größere Schiffsreise. Ab 1953 studierte er Schiffs- und Schiffsmaschinenbau an der TU Berlin. In der Werkszeitung der Deutschen Werft finden sich seine ersten Veröffentlichungen. Das Diplom als Wirtschaftsingenieur erhielt er 1960. Nach einigen Jahren bei Blohm + Voss wechselte er 1966 zur Escher Wyss GmbH, wo er bis zu seiner Pensionierung 1993 tätig war.
Sachse arbeitete hauptsächlich mit Wasserfarben (Gouache) und Bleistift. 
Er lebte in der Nähe von Hamburg.

## Veröffentlichungen
- Moderne Handelsschiffe. 12 Gemälde. Heinemann, Hamburg 1982, ISBN 3-87321948-4.